# Mel Long jr.
Mel Long, jr. ist ein ehemaliger US-amerikanischer American-Football-, Canadian-Football- und Arena-Football-Spieler auf der Position des Wide Receivers.

## Karriere
Long besuchte von 1997 bis 2000 die University of Toledo, wo er für die Toledo Rockets College Football spielte. Er beendete dort seine Karriere als einer der erfolgreichsten Receiver in der Schulgeschichte.
Nachdem er im NFL Draft 2001 nicht ausgewählt wurde, verpflichteten ihn die Philadelphia Eagles. Ende August 2001 wurde er entlassen. Im Anschluss wechselte er zu den BC Lions aus der Canadian Football League (CFL), für die er vier Spiele absolvierte. Am 14. Juni 2002 wurde er entlassen. Am 30. Juli 2002 verpflichteten ihn daraufhin die Eagles erneut. Am 25. August 2002 wurde er von diesen wieder entlassen.
Long wechselte daraufhin in die af2 zu den Mohegan Wolves, mit denen er nach einer Saison nach Manchester zog. 2005 spielte er bei den Bakersfield Blitz, sowie 2006 und 2007 bei den Rio Grande Valley Dorados, ehe er zu den Wolves zurückkehrte.

## Persönliches
Long ist der Sohn von Mel Long, der ebenfalls bei den Toledo Rockets und später in der NFL spielte.